# 联合国教科文组织分类法
联合国教科文组织分类法是联合国教科文组织制定的分类法，按大学学科分类。

## A.自然科学
1. 数学
2. 物理学、力学、电子学、天文学
3. 化学、物理化学
4. 生物学、植物学、动物学、生物化学、生物物理学
5. 地质学和地球科学、气象学、地球物理学
6. 其他

## B.工程学
1. 冶金学、采矿
2. 机械工程
3. 土建、土木工程
4. 电机工程
5. 航空工程
6. 化学工程、燃料和石油工艺
7. 纺织工程
8. 大地测量学
9. 普通工艺学和应用科学
10. 其他

## C.医学科学
1. 医学
2. 牙科学
3. 药物学
4. 其他

## D.农业
1. 农艺学、农业科学
2. 林学、园艺学
3. 乳制品业、畜牧业
4. 兽医学
5. 其他

## E.社会科学
1. 政治学、外交
2. 经济学、商业、银行学
3. 社会学、民族学
4. 其他

## F.人文科学和艺术
1. 人文科学
2. 艺术（诗歌、音乐、绘画、雕塑、建筑）
3. 教育
4. 其他

## 相關參見
- 联合国教科文科学技术统计工作手册的分类法